# Melm (Goldkronach)
Melm ist ein Gemeindeteil der Stadt Goldkronach im Landkreis Bayreuth (Oberfranken, Bayern). Melm liegt in der Gemarkung Dressendorf.

## Geografie
Die Einöde liegt unmittelbar nördlich des Naturschutzgebiets Muschelkalkgebiet am Oschenberg. Ein Anliegerweg führt nach Pöllersdorf (1,1 km nordöstlich). 0,2 km östlich von Melm steht ein Baum, der als Naturdenkmal ausgezeichnet ist.

## Geschichte
Von 1797 bis 1810 unterstand der Ort dem Justiz- und Kammeramt Bayreuth. Mit dem Gemeindeedikt wurde Melm dem 1812 gebildeten Steuerdistrikt Benk und der zugleich gebildeten Ruralgemeinde Dressendorf zugewiesen. Am 1. Januar 1972 wurde Melm im Zuge der Gebietsreform in Bayern nach Goldkronach eingegliedert.

### Einwohnerentwicklung
| Jahr      | 001861 | 001871 | 001885 | 001900 | 001925 | 001950 | 001961 | 001970 | 001987 |
| Einwohner | 10     | 7      | 10     | 6      | 6      | 5      | 4      | 4      | 2      |
| Häuser    |        |        | 1      | 1      | 1      | 1      | 1      |        | 1      |
| Quelle    | [ 8 ]  | [ 9 ]  | [ 10 ] | [ 11 ] | [ 12 ] | [ 13 ] | [ 14 ] | [ 15 ] | [ 1 ]  |

## Religion
Melm ist evangelisch-lutherisch geprägt und bis heute nach Nemmersdorf gepfarrt.